# دئوداپولیس
دئوداپولیس (به پرتغالی: Deodápolis) یک منطقهٔ مسکونی در برزیل است که در ماتوگروسو جنوبی واقع شده‌است. دئوداپولیس ۸۳۱ کیلومتر مربع مساحت و ۱۲٬۹۸۴ نفر جمعیت دارد.